# 土曜特集
土曜特集（どようとくしゅう）とは、1995年7月8日から2006年3月25日までNHK総合テレビジョンで毎週土曜日の19時30分から20時45分（JST）までの時間帯（内容によって延長することあり）に編成された、単発特別番組枠である。
本項目では2011年4月から2013年3月にも放送された同様の放送枠についても触れる。

## 主に放送していた番組
- コメディー道中でござる（2005年4月 - 公開番組。2004年度は木曜20時台に定時放送していた）
- 三枝とナニワ三姉妹!（出演：桂三枝（現・六代桂文枝）他）
- 家族で選ぶにっぽんの歌（毎年3月中旬）
- NHKのど自慢平成○年度　チャンピオン大会（毎年3月中旬。ラジオ第1放送と同時進行。この番組は21時までの90分枠で放送）
- 鶴瓶の家族に乾杯（1997年4月から2005年3月まで、月1回放送。2005年度は毎週金曜日に放送されていたが、2006年度からは、毎週月曜日の定時放送に）
- ふるさと皆様劇場[1]（2005年より衛星第2テレビで「BSふるさと皆様劇場」として放送）
- 頭のゲーム脳ビタくん（1999年3月から2000年3月まで、月1回放送された。19時30分から20時までこの番組が放送されるときは、20時から20時45分までは必ず『鶴瓶の家族に乾杯』が放送）
- スポーツ中継
  - NHKプロ野球（巨人戦を中心。ハイビジョンと同時進行=18時10分から途中ニュースを挟んで基本枠21:30までとしつつ試合終了まで放送）
  - サッカー・Jリーグ中継（基本枠21:30までとしつつ、試合終了まで。1995年、1997年-2004年の「Jリーグチャンピオンシップ」も一部放送）
  - NHK杯国際フィギュアスケート競技大会（平年11月か12月）
  - オリンピック（競技の進行状況に応じ、適宜放送時間帯を調整。深夜にまたぐ場合もある）
    - 夏季オリンピック　アトランタ・シドニー・アテネ
    - 冬季オリンピック　長野・ソルトレーク・トリノ

### 『土曜特集』消滅後
2006年度（同4月 - 2007年3月）からは19:30 - 19:55に『NHKアニメ劇場』、20:00 - 20:45に『探検ロマン世界遺産』を移設するため、単発枠はスポーツ中継・NHKのど自慢チャンピオン大会を除いて、月曜日22:00 - 23:30の『プレミアム10』に移行した。

## 土曜単発枠の再開
『プレミアム10』枠が2008年度をもって終了後、2009年度・2010年度のゴールデン・プライム枠における単発枠は一旦廃止されたが、2011年度から毎週土曜日の19:30 - 22:15に75分の単発枠を2本放送することになった。単発枠の定時化は2007年度以来3年ぶりで、土曜日の単発枠は『土曜特集』終了の2005年度以来5年ぶりとなる。
本改編では特に枠タイトルを設けてはいない（ただし、NHK公式サイトで配信している番組表では、便宜上カッコを囲んだ上で「特集編成枠」と表記している）。また21時台については土曜ドラマのレギュラー放送終了（その後2011年春に期間限定再開　同年秋より『土曜ドラマスペシャル』として不定期放送）に伴い、先行的に2010年10月に単発枠へ移行している。

### 時間ごとの編成（2012年度まで）
原則として19:30 - 20:45の枠ではバラエティ、スポーツ中継などの娯楽番組、21:00-22:15の枠ではドキュメンタリーや情報・報道・討論番組を編成するが、2011年10月から「土曜ドラマスペシャル」が不定期で放送されており、第2部の内容を第1部で放送する場合も増えている。また、第2部が22時までとなる場合があり、そのときは22:15からの「サタデースポーツ」を繰り上げ、その後の22:30から22:45を番組宣伝等、ミニ番組で埋める場合もまれにあった。
第1部（19:30 - 20:45の枠）
- ごきげん歌謡笑劇団
- 検索deゴー!とっておき世界遺産
- NHKのど自慢チャンピオン大会（3月上旬・概ね第1・2土曜のいずれか。21:00まで）
- スポーツ中継
  - NHKプロ野球（試合により18:10開始-基本枠は21:15終了だが試合終了まで　途中18:45-19:30はデジタル012<一部032>標準画質放送のみ）
  - サッカーJリーグ（基本枠は21:30終了だが試合終了まで）
  - NHK杯国際フィギュアスケート競技大会（平年11月か12月）
  - 第96回日本陸上競技選手権大会（2012年6月　長居スタジアム　BS1とのリレー中継形式）
  - ロンドンオリンピック（2012年　競技開催時間に応じて適宜放送時間を調整。第2部、さらには深夜にもまたぐ）

第2部（21:00 - 22:15の枠）
- NHKスペシャル（まれに討論[注 1] や選挙特集などで第1部から放送することもある）
- 単発ドラマ枠（2011年10月より『土曜ドラマスペシャル』として不定期で2 - 3回の中篇放送）
- サンデルの究極の選択
- もしも明日…

など

## 2013年度
なお、2013年度から土曜単発枠の時間帯に、家族層で楽しめるバラエティー・ドラマ・スポーツ番組の再強化を図るため、番組表上 では土曜単発の枠は再び廃止されることになったが、従来通りスポーツ中継や長時間討論がある場合はこの枠で編成する場合がある。

### 新編成
- 19-20時台には新番組『伝えてピカッチ』（19:30 - 20:00）、『突撃!アッとホーム』（20:00 - 20:45）のバラエティー2本を編成。
- 21時台には『土曜ドラマ[注 2]』または『NHKスペシャル』（基本は21:00-22:00まで。再放送も日曜24:10-25:10を基本に実施。[注 3]）を編成。
- また22時台もスポーツ情報番組枠の充実を図るため「サタデースポーツ」（基本22:00-22:30）と新番組の「ヒーローたちの名勝負」（基本22:30-22:50）を連続編成
- さらに土曜単発第1部で月1回ペースで放送されてきた「ごきげん歌謡笑劇団」は不定期（概ね月1回程度とされているが、「娯楽時代劇（ゾーン名定めず）→木曜時代劇」の作品切り替え時が中心）で木曜20時から20時45分の枠に移設することになった。

なお2015年度からは、19-20時台の番組が『ブラタモリ』（19:30-20:15）、『超絶 凄ワザ!』（20:15-20:45）に切り替わり、『土曜ドラマ』を22時台（基本22:00-22:45）、『サタデースポーツ』を23:00-23:30にずらし、21時台に『NHKスペシャル』を定時編成（随時、長時間討論などで19時30分から放送したり、22時台をまたいで放送する場合あり）することになった。

## 2016年度
2016年度の編成においては 土曜日23:00-24:00で単発放送を行うことになった。この枠は主に「NHK番組たまご」の一環で企画されたパイロット版の番組を中心とした「開発ゾーン枠」と位置付ける。ゴールデン・プライム枠については従前と同じく随時19-21時台に『Nスペ』の長時間討論などを組む。2016年10月以降は23時台前半に限り3月のライオンを放送するため、当枠の処遇は未定である。